# L'ultima avventura del pirata Long John Silver
L'ultima avventura del pirata Long John Silver è un breve romanzo dell'autore svedese Björn Larsson, pubblicato in italiano nel 2013 dalla casa editrice Iperborea.

## Trama
Il breve romanzo riprende la storia immaginaria del pirata Long John Silver, uno dei personaggi del romanzo L'isola del tesoro di Robert Louis Stevenson, raccontata in prima persona dallo stesso Silver in un manoscritto autobiografico dei suoi ultimi giorni di vita indirizzato nuovamente a Jim Hawkins dal suo nascondiglio sulle coste orientali del Madagascar. Il racconto altro non è che un capitolo inedito tagliato a suo tempo da Björn Larsson dall'originario romanzo La vera storia del pirata Long John Silver, su richiesta del proprio editore Lars Erik Sundberg che lo aveva giudicato troppo lungo.

## Edizioni
- Björn Larsson, L'ultima avventura del pirata Long John Silver, traduzione di Katia de Marco, Iperborea, 2013,  p. 78, ISBN 978-88-7091-521-1.